# Svinesundsbron
Svinesundsbron är en bågbro över sundet Svinesund som utgör gräns mellan Sverige och Norge.

## Sträckning
Motorvägen på Europaväg 6 (E6) går över Svinesundsbron och är en viktig väg för internationell trafik mellan Sverige och Norge och är även Norges främsta förbindelse med övriga Europa. Bron fungerar även som gräns mellan Sverige (Strömstads kommun i Västra Götalands län) och Norge (Haldens kommun i Østfold fylke). Bron är också EU:s yttre gräns och därför måste lastbilar och stickprovsmässigt personbilar tullkontrolleras. Av tullkontrollskäl får de som behöver anmäla sig hos tullen, och alla lastbilar med tillåten totalvikt över 3,5 ton inte längre passera över den gamla bron. Däremot finns ingen personkontroll, eftersom båda länderna ingår i den nordiska passunionen och Schengensamarbetet.

## Invigning
Svinesundsbron kompletterar den äldre bron som tidigare hade samma namn. Invigningen var planerad till 7 juni 2005, lagom till 100-årsminnet av unionsupplösningen, men flyttades till 10 juni 2005 då de norska och svenska kungahusen var närvarande. Sedan invigningen heter den gamla bron Gamla Svinesundsbron.

## Tekniska data

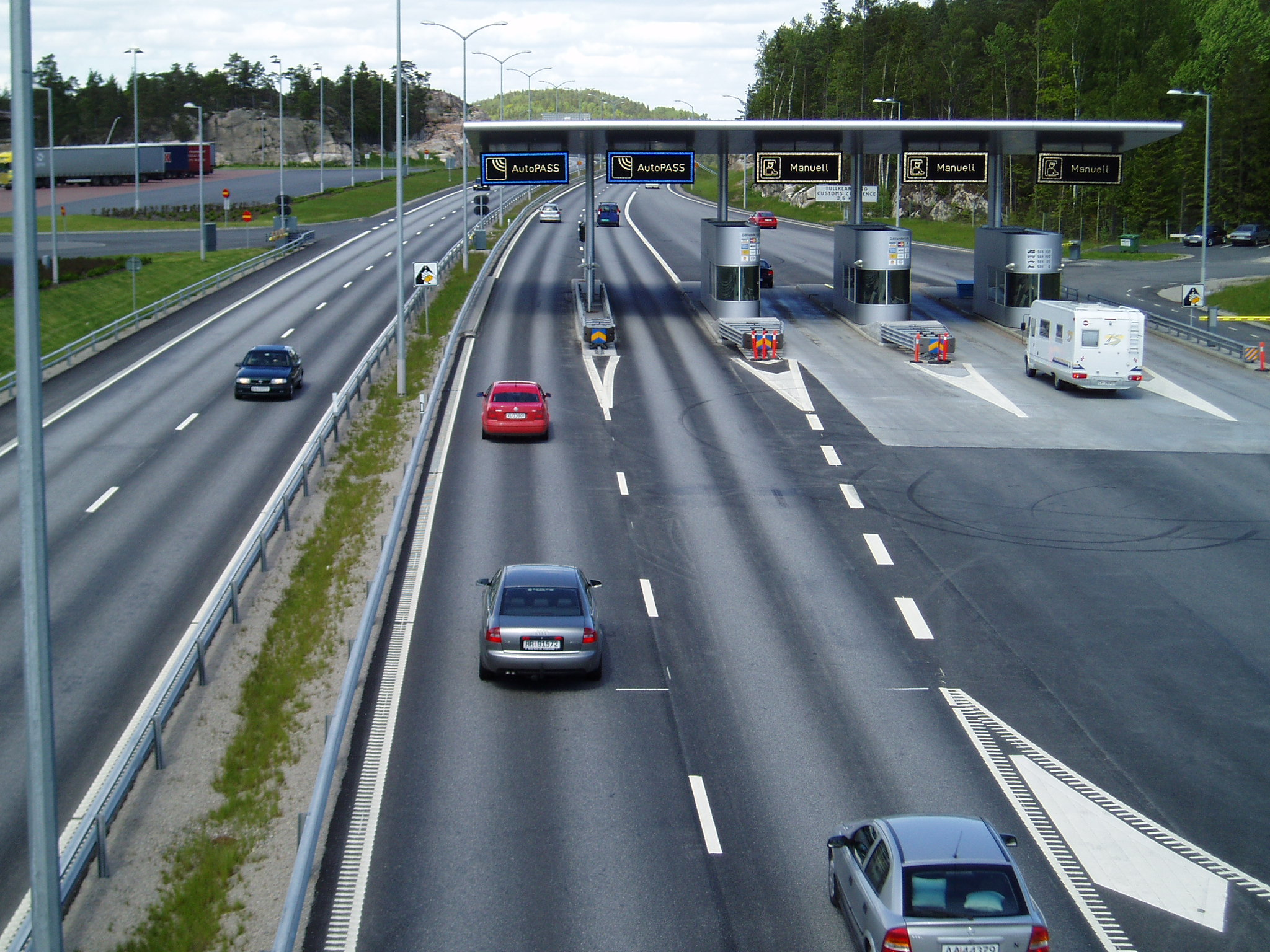
Betalstationen på den svenska sidan av gränsen.

Bron har en totallängd på 704 meter, ett brospann på 247 meter och en segelfri höjd på 55 meter. Högsta punkten är 92 meter. Kostnaden beräknades till 675 miljoner svenska kronor eller 616 miljoner norska kronor. Den 11 juni 2005 anordnades Svinesundsloppet, en löpartävling på 5 kilometer, 10 km och 21 kilometer, med start i Sverige över Svinesundsbron och sedan en runda i Norge och därefter tillbaka över bron.

## Avgiftsfinansiering
Mellan 1 juli 2005 och 15 mars 2021 var såväl Gamla Svinesundsbron som (Nya) Svinesundsbron avgiftsbelagda.

## Särskilda skatteregler
Nordiska skatteavtalet har bestämmelser rörande brons byggande och drift för att undvika dubbelbeskattning.